# Serica yoshidai
Serica yoshidai är en skalbaggsart som beskrevs av Shuhei Nomura 1959. Serica yoshidai ingår i släktet Serica och familjen Melolonthidae. Inga underarter finns listade i Catalogue of Life.